# Аксуат (Аксуатський район)
Аксуа́т (каз. Ақсуат) — село, центр Аксуатського району Абайської області Казахстану. Адміністративний центр та єдиний населений пункт Аксуатського сільського округу.
Населення — 7183 особи (2021; 6126 у 2009, 7503 у 1999, 8097 у 1989).
Національний склад станом на 1989 рік:
- казахи — 100 %